# Pat O'Callaghan
Patrick "Pat" O'Callaghan (Kanturk, Irlanda, 15 de septiembre de 1905 – Clonmel, Irlanda, 1 de diciembre de 1991) fue un atleta olímpico irlandés, ganador de dos medallas de oro. Fue el primer atleta de la independizada Irlanda en ganar una medalla olímpica, y se le considera uno de los deportistas más importantes de la historia del país.

## Juventud y medicina
Pat O'Callaghan nació en Knockanroe, justo a las afueras de Kanturk, en el condado de Cork, en 1905. Era el segundo de tres hermanos, hijos de Paddy O'Callaghan y Jane Healy, y comenzó su educación a los dos años de edad en la escuela nacional Derrygallon, y a continuación avanzó a la escuela secundaria de Kanturk, hasta que finalmente, a los quince años de edad, obtuvo una beca para la Patrician Academy en Mallow. Durante su año en la Patrician Academy, recorría cada día en bicicleta el trayecto de 32 millas diarias desde Derrygallonhasta sus clases, de las que nunca se ausentó. Posteriormente, O'Callaghan ingresó en el Royal College of Surgeons (Real Colegio de Cirujanos) de Dublín para estudiar medicina. Tras su graduación en 1926, se unió al servicio médico de la Real Fuerza Aérea Británica, y a su vuelta a Irlanda en 1928 abrió su propia consulta médica en Clonmel. El Dr. Pat, como era conocido, trabajó en Clonmel hasta su jubilación en 1984.

## Legado
O'Callaghan fue el abanderado de Irlanda en los Juegos Olímpicos de Los Ángeles 1932. En 1960, se convirtió en la primera persona en recibir el Premio Texaco Hall of Fame. Se le declaró "Freeman" de Clonmel en 1984, y fue presidente honorífico del Commercials Gaelic Football Club. asimismo, el Dr. Pat O'Callaghan Sports Complex de Clonmel, sede del Clonmel Town Football Club, lleva ese nombre en su honor. En enero de 2007 se erigió una estatua de O'Callaghan en Banteer, en el condado de Cork.